# Овчинников, Александр Павлович
Алекса́ндр Па́влович Овчи́нников (30 октября 1922; деревня Гумнищево, Ярославская губерния — 20 мая 2004, Москва) — Герой Советского Союза (1945), майор (1949), военный лётчик.

## Биография
Родился 30 октября 1922 года в деревне Гумнищево Ярославского уезда Ярославской губернии. Русский. В 1937 окончил 7 классов школы в Москве, в 1940 — 2 курса Московского железнодорожного техникума.
В армии с июля 1940. До декабря 1940 обучался в Олсуфьевской военной авиационной школе лётчиков. В 1941 году окончил Балашовскую военную авиационную школу лётчиков, до июля 1942 был в ней лётчиком-инструктором. В июле-декабре 1942 — лётчик 34-го запасного авиационного полка.
Участник Великой Отечественной войны: в декабре 1942 — марте 1945 — лётчик, старший лётчик, заместитель командира и командир авиаэскадрильи 66-го (с февраля 1944 — 140-го гвардейского) штурмового авиационного полка, в марте-мае 1945 — штурман 143-го гвардейского штурмового авиационного полка. Воевал на Калининском, Северо-Западном, Воронежском, Степном, 2-м и 1-м Украинских фронтах. Участвовал в Великолукской операции, Курской битве, Белгородско-Харьковской операции, освобождении Левобережной Украины и битве за Днепр, Кировоградской, Корсунь-Шевченковской, Уманско-Ботошанской, Львовско-Сандомирской, Сандомирско-Силезской, Берлинской и Пражской операциях. За время войны совершил 144 боевых вылета на штурмовике Ил-2 для нанесения ударов по живой силе и технике противника.
За мужество и героизм, проявленные в боях, Указом Президиума Верховного Совета СССР от 27 июня 1945 года гвардии капитану Овчинникову Александру Павловичу присвоено звание Героя Советского Союза с вручением ордена Ленина и медали «Золотая Звезда».
После войны до марта 1946 года продолжал службу в ВВС штурманом авиаполка (в Центральной группе войск). В 1951 году окончил Военно-воздушную академию (Монино). С февраля 1952 года майор А. П. Овчинников — в запасе.
Жил в Москве. Умер 20 мая 2004 года. Похоронен на Николо-Архангельском кладбище в Москве.

## Награды
- Герой Советского Союза (27.06.1945);
- орден Ленина (27.06.1945);
- два ордена Красного Знамени (4.12.1943; 12.05.1945);
- орден Александра Невского (5.09.1944);
- два ордена Отечественной войны 1-й степени (30.08.1943; 11.03.1985);
- орден Отечественной войны 2-й степени (10.08.1943);
- орден Красной Звезды (25.04.1945);
- медали.